# Francis Megahy
Francis N. Megahy est un réalisateur britannique né le 18 mars 1935 à Manchester et mort le 1er mai 2020 à Los Angeles.

## Filmographie
- 1988 : Taffin
- 1984 : Real Life
- 1980 : Flashpoint Africa
- 1979 : Un casse en or (The Great Riviera Bank Robbery)